# Дејвид Сити (Небраска)
Дејвид Сити (енгл. David City) град је у америчкој савезној држави Небраска.

## Демографија
По попису из 2010. године број становника је 2.906, што је 309 (11,9%) становника више него 2000. године.
| Група             | 2000.         | 2010.         |
| Белци             | 2.549 (98,2%) | 2.743 (94,4%) |
| Афроамериканци    | 4 (0,2%)      | 18 (0,6%)     |
| Азијати           | 6 (0,2%)      | 19 (0,7%)     |
| Хиспаноамериканци | 26 (1,0%)     | 103 (3,5%)    |
| Укупно            | 2.597         | 2.906         |